# قوزلوي عليا (شاهين دج)
قوزلوي عليا هي قرية في مقاطعة شاهين دج، إيران. عدد سكان هذه القرية هو 236 في سنة 2006.